# In the Money
In the Money, född 6 juli 2018, är en fransk varmblodig travhäst som tränas och körs av sin ägare Thierry Duvaldestin.
In The Money började tävla i november 2020 och inledde med två raka segrar. Han har till november 2021 sprungit in 203 500 euro på 11 starter, varav 5 segrar och 2 andraplatser samt 1 tredjeplats. Karriärens hittills största seger har kommit i Critérium des Jeunes (2021).
In the Money har även segrat i Prix Maurice de Gheest (2021) samt kommit på andraplats i Prix Ourasi (2020), Prix Emmanuel Margouty (2020) och kommit på tredjeplats i Prix Paul Karle (2021).
Vid vinsten i Critérium des Jeunes slog han stor favoriten Italiano Vero som aldrig hade förlorat ett felfritt lopp under sin karriär och gjorde det på det nya löpningsrekordet 1.13,4.